# Konsztantyin Szergejevics Sztanyiszlavszkij
Konsztantyin Szergejevics Sztanyiszlavszkij (Константин Сергеевич Станиславский) (Moszkva, 1863. január 5. (17.) – Moszkva, 1938. augusztus 7.) orosz színész, rendező, iskolateremtő színésznevelő és teoretikus.

## Életrajz
Moszkvában, Konsztantyin Szergejevics Alekszejev névvel született, gazdag kereskedőcsaládban. Hétéves korában lépett először színpadra a családja által fenntartott Alekszejev Társulat előadásaiban, ám már pályája korai szakaszában, minden bizonnyal a családi társulattól való elszakadási törekvés jeleként, huszonöt éves korában felvette a Sztanyiszlavszkij nevet. (Ettől függetlenül élete végéig megmaradt a családi vállalkozások, így a társulat fő részvényeseként is.)
1888-ban a moszkvai Kis Színházban, ahol a színház esztétikai és technikai alapjait elsajátította, megalapította a Művészeti és Irodalmi Társaságot. 1898-ban Vlagyimir Nyemirovics-Dancsenkóval együtt megalapította a Moszkvai Művész Színházat (MHT; Московский Художественный театр), melynek első bemutatója Alekszej Tolsztoj Fjodor Ioannovics cár című drámája volt (1898. október 26-án). Csehov Sirály című színművének nevezetes december 17-ei előadását Nyemirovics-Dancsenko és Sztanyiszlavszkij közösen rendezte; Sztanyiszlavszkij Trigorin szerepét játszotta, együtt dolgozott az Arkagyinát játszó Olga Knyipperrel (aki később Csehov felesége lett), későbbi feleségével, a Mását alakító Marija Lilinával, valamint a később önálló színházi utat választó és mesterét elhagyó Vszevolod Mejerholddal (aki Trepljov szerepét kapta).
A Sirály zajos sikerét követően sorra állították színpadra Csehov és Gorkij műveit, melyek többsége hasonló sikert hozott a társulat és Sztanyiszlavszkij számára. (Csehov ettől függetlenül több levelében is panaszolja, hogy a rendező félremagyarázza az ő egyáltalán nem melankolikusnak, tragikusnak szánt műveit.)
Az 1905-ös, majd 1917-es forradalom idején a Művész Színház gyakran tűzött műsorra bátor, a társadalmi folyamatokra kritikusan reagáló előadásokat. 1917-ben Lenin személyes közbenjárása mentette csak meg Sztanyiszlavszkijt a cárizmus kiszolgálóinak sorsától, a kivégzéstől vagy deportálástól. Ezt követően a Művész Színház a szovjethatalom lelkes kiszolgálója, a hatalomnak tetsző művek gyakori bemutatóhelye lett. (A lenini, majd sztálini Moszkva sivárságát és a Művész Színház fényűző pompáját maró gúnnyal ábrázolva állítja szembe egymással Mihail Bulgakov befejezetlenül maradt írása, a Színházi regény.)
1918-ban Sztanyiszlavszkij megalapította első színészképző műhelyét, melynek tapasztalataiból később megírta az Életem a művészetben, A színész munkája és az Egy színész felkészül című köteteit, melyekben kifejti színészpedagógiai elveit és bemutatja annak gyakorlatát.
Sztanyiszlavszkij 1938-ban, Moszkvában halt meg.

## Színházeszménye
Sztanyiszlavszkij törekvéseinek középpontjában a pszichológiai realizmus állt. Ez nem elsősorban a rendezői munka technikai, formai megújítását jelentette, hanem azt az igényt, hogy a színészek a lehető legteljesebb mértékben átéljék a színpadi helyzeteket, annak érdekében, hogy azok a valóság hitelességével jelenjenek meg. Annak érdekében, hogy ezt a hatást megteremthesse, a színésznek működtetnie kell érzelmi emlékezetét, azaz a próbák során úgy kell viselkednie, mintha ő maga lenne a megjelenítendő életszituációban. Felszínre kell hoznia saját élményeit, tapasztalatait, az ezekhez társuló érzelmeket, és ezeket kell magában rögzítenie ahhoz, hogy a bemutatni kívánt lélekállapotot megjeleníthesse.
Jól példázza Sztanyiszlavszkij elgondolásait az alábbi rövid idézet:
A színész mintegy ezt mondja magának: »Tudom, hogy mindaz, ami itt a színpadon körülvesz, a valóság durva hamisítványa, csupa hazugság. De mi lenne, ha mindez igaz lenne? Hogyan viszonyulnék ehhez vagy ahhoz a jelenséghez? Mit tennék?« … És attól a pillanattól kezdve, amint megjelenik lelkében ez az alkotó »mi lenne, ha«, az őt körülvevő reális élet elveszti az érdekességét, és átlép a fantáziája teremtette másik életbe.
Ahhoz, hogy a színész végig tudjon menni ezen a folyamaton, következetes elemző munkára, és rengeteg gyakorlásra van szükség. (Sztanyiszlavszkij szerint egy-egy előadást akár 150–200 próba is megelőzhet, és csak akkor szabad a közönség elé állni, ha ez a folyamat már teljes egészében lezajlott.)
Mindezen célok érdekében Sztanyiszlavszkij szigorú munkarendet követelt, és szükségesnek tartotta a színész testének-hangjának és lélekállapotának rendszeres fizikai, koncentrációs és improvizációs gyakorlatok végzésével való karbantartását.

## Hatása
Sztanyiszlavszkij munkásságának újító jellege kétségtelen. Megközelítésmódjának dogmatikus alkalmazása, vagy éppen félremagyarázása ugyanakkor legalább ilyen nagy hatással volt a huszadik század színházművészetére.
Tanítványa, Vszevolod Mejerhold még nem esett bele ebbe a csapdába, és kreatív módon gondolta tovább mestere elveit. Ő úgy vélte, hogy nem a belső történések, hanem a külső mozgásformák leképezésével lehet a legpontosabban felidézni egy történést a színpadon.
Sztanyiszlavszkij írásait halála után azonban a Szovjetunióban az állami színészképző intézmények hivatalos tananyagának rangjára emelték, mellyel ugyanakkor meg is szüntették a valaha újítónak, dinamikusnak számító elvek szerves továbbfejlődésének lehetőségét.
Sztanyiszlavszkij Szovjetunión kívüli hatásáról szólva a legfontosabb talán Lee Strasberg és Jerzy Grotowski munkásságának említése. Magyarországon elsősorban Gellért Endre és Major Tamás merített Sztanyiszlavszkij gondolataiból és munkamódszereiből.

## Magyarul
- Konstantin Sztaniszlavszki: Életem; ford. Staud Géza; Madách Színház, Bp., 1941 (Madách-könyvtár)
- Egy színész felkészül...; ford. E. R. Hapgood, átdolg. Hegedüs Tibor; Athenaeum, Bp., 1946
- Színészetika; ford. Lányi Sarolta; Budapest Irodalmi Intézet, Bp., 1949 (Új könyvtár)
- Sztaniszlavszkij beszélgetései a Nagy Színház színiiskolájában. 1918–1922; feljegyz. K. Je. Antarova, szerk. Ju. Sz. Kalasnyikov, ford. Szendrő József; Parnasszus, Bp., 1949 (Színművészeti Főiskola könyvtára)
- A színész munkája. 1. Az átélés iskolája. Egy színinövendék naplója; ford. Balogh Pál, Karoczkay Margit szakmailag ell. Horvai István; Hungária, Bp., 1950
- A színész munkája. 2. Az alakítás iskolája. Egy színinövendék naplója; ford. Áchim András; Művelt Nép, Bp., 1951
- Sztanyiszlavszkij rendezőpéldánya Csehov Sirály c. színdarabjához; műford. Háy Gyula, rendező utasítások ford. Dobos István, Roboz László; Magyar Színház- és Filmművészeti Szövetség, Bp., 1956 (Színházművészeti írások)
- Az ismeretlen Sztanyiszlavszkij. Sztanyiszlavszkij hátrahagyott tanulmányaiból; szerk. Szekeres József, ford. Szekeres Zsuzsa, bev. Hont Ferenc; Színháztudományi Intézet, Bp., 1960
- Cselekvő elemzés; ford. Benedek Árpád, Szekeres Zsuzsa; Színháztudományi Intézet, Bp., 1960 (Korszerű színház)
- Új ösvényeken; ford., bev., jegyz. Szekeres József; Színháztudományi Intézet, Bp., 1962 (Korszerű színház)
- Életem a művészetben; jegyz. N. D. Volkov, V. R. Kanatcsikova, ford. Gellért György; Gondolat, Bp., 1967
- A színész munkája. Egy színinövendék naplója. I. és II. rész; ford. Morcsányi Géza; 2. jav. kiad.; Gondolat, Bp., 1988